# 防止倾倒废物及其他物质污染海洋的公约
防止倾倒废物及其他物质污染海洋的公约（英語：Convention on the Prevention of Marine Pollution by Dumping of Wastes and Other Matter），简称伦敦倾废公约或伦敦海拋公约，是1972年国际海事组织制订的国际公约。公约订于伦敦、美国、莫斯科和墨西哥城四地，于1975年8月30日生效，保存人是英国、美国、俄罗斯（继承自苏联）和墨西哥四国政府。

## 背景
各缔约国认识到海洋环境及赖以生存的生物的重要性，确保对海洋环境进行管理关系到全体人类的利益；认识到海洋吸收转化废物和使自然资源再生的能力不是无限的；认识到各国有权开发资源，也有责任保护相关活动不致损害他国环境；注意到海洋污染来源的多样性和各国采取办法防止相关污染的必要性；确信国际间应采取行动以控制倾倒废物带来的海洋污染，制订本公约各条款。

## 内容
公约（第1条）规定缔约国应促进对海洋环境污染的一切来源进行有效控制，并采取措施防止因倾倒废物而污染海洋。公约（第6条）规定缔约国应指定机关以执行：
1. 颁发“特别许可证”；
2. 颁发“一般许可证”；
3. 记录许可倾倒物质的性质、数量、地点、时间和方法；
4. 个别地或协同他国和国际组织对海域状况进行监测。

公约附件一列出了禁止倾倒的废物或物质，附件二列出了需获特别许可证才可倾倒的废物或物质。公约附录还包括了海上焚烧废物及其他物质管理条例。